# Noretta Koertge
Noretta Koertge  (7 de outubro de 1935, Olney, Illinois) é uma filósofa da ciência americana conhecida por seu trabalho sobre Karl Popper e a racionalidade científica.

## Carreira
Noretta Koertge iniciou seus estudos universitários no curso de Química pela Universidade de Illinois, onde obteve o Bacharelado em 1955 e o Mestrado em Ciências no ano seguinte. Ela continuou seus estudos com a ajuda de bolsas de pós-graduação, primeiro em 1961 no Instituto de Verão da National Science Foundation na Universidade de Iowa e em 1962 na Universidade de Michigan. Ela também lecionou química no Elmhurst College em Illinois de 1960 a 1963 e presidiu por um ano o departamento de química no American College for Girls em Istambul.
Em 1967 ela foi professora visitante no Sir John Cass College e em 1968 no Borough Polytechnic Institute em Londres. Da química, Koertge voltou-se para a filosofia da ciência, que ela estudou com Heinz Post na Universidade de Londres. Durante os estudos de pós-graduação, ela também participou do Seminário Semanal de Karl Popper na London School of Economics. Em 1969, ela recebeu um Ph.D. com uma tese sobre o princípio geral de correspondência (relação entre uma nova teoria científica e sua antecessora).
Ela trabalhou desde 1981 como Professora no Departamento de História e Filosofia da Ciência na Universidade de Indiana, sendo atualmente Professora Emérita desta universidade. Foi editora-chefe da revista Philosophy of Science (1999–2004). Foi eleita Fellow, em 1999, pela American Association for the Advancement of Science e editora-chefe do The New Dictionary of Scientific Biografia (2004–2008). Ela também é romancista.

## Publicações selecionadas
- Patai, Daphne; Koertge, Noretta (1994). Professing feminism: Cautionary tales from the strange world of women's studies. New York: Basic Books. ISBN 978-0-465-09821-7. OCLC 30544826
- Koertge, ed. (1998). A house built on sand: Exposing postmodernist myths about science. [S.l.]: Oxford University Press. ISBN 978-0-19-802776-8
- KOERTGE, Noretta. The Moral Underpinnings of Popper's Philosophy. In: PARUSNIKOVÁ, Zuzana; COHEN, Robert S. (org.). Rethinking Popper. Boston Studies in the Philosophie of science, v. 272. Dordrecht, Holanda: Springer, 2009, p. 323-338.
- KOERTGE, Noretta. Popper's Contributions to Our Understanding of Social Science. Foundations of Science, v. 2, n. 2, p. 365-370, 1997.

### Romances publicados
- Koertge, Noretta (1981). Who was that masked woman. New York: St. Martin's Press. ISBN 0-312-87033-7. OCLC 7206437
- Koertge, Noretta (1984). Valley of the Amazons. [S.l.]: St. Martin's Press. ISBN 978-0-312-83608-5[7]